# Crna slavonska svinja
Crna slavonska svinja ili fajferica, hrvatska je autohtona pasmina svinja. Ostale hrvatske autohtone pasmine su čupava mangulica u Podravini, turopoljska svinja u Turopolju i u Banovini banijska šara.
Nastala je, zbog potrebe za pasminom svinja za ispašu, koja će ranije sazreti, biti produktivnija i otpornija. Nastala je na imanju grofa Pfeiffera u Orlovnjaku kraj Osijeka, gdje su se krajem 19. i početkom 20. stoljeća, križale krmače pasmine lasaste (buđanovačke) mangalice s nerastovima crnih pasmina Berkshire i Poland China (najstarija američka pasmina svinja). Dobivene najbolje krmače, godinama su se križale s uvezenim nerastovima pasmine Poland China, a kasnije i s pasminom Cornwall. Tako je s vremenom, dobivena crna slavonska svinja. To je svinja skromnih zahtjeva za hranom, pogodna za držanje na otvorenom. Hrani se žitaricama, kukuruzom, bundevama, djetelinom i dr. Ima sposobnost konzumacije veće količine voluminozne hrane u odnosu na moderne plemenite pasmine. Ima mirnu, dobroćudnu narav, visoku otpornost i pigmentiziranu kožu, koja je boje pepela, prekrivena obično srednje dugim čekinjama. Papci i rilo crne su boje. Ima kratko tijelo i kratke i tanke noge. 
Prasi oko 7 – 8 praščića, koji su jednobojno sivkasti, gotovo bez dlake. Meso je dobre kvalitete, s visokim sadržajem unutarmišićne masti, dobrom sposobnošću vezanja vode te okusa. Zbog tih svojstava koristi se za dobivanje kvalitetnih suhomesnatih proizvoda kao što su kobasice, šunke, kuleni te čvarci i svježeg svinjskog mesa.
Pasmina je pod zaštitom Nacionalnog programa za očuvanje autohtonih i ugroženih pasmina domaćih životinja u Hrvatskoj. Ima FAO/EAAP status ugroženenosti: potencijalno ugrožena. Brojčano stanje neprekidno raste. Godine 2001., bilo je 237 krmača i 26 nerasta, a 2011., bilo je 896 krmača i 109 nerasta, najviše u Slavoniji. 
Druga autohtona hrvatska pasmina svinja je turopoljska svinja.